# Lucius Ceionius Commodus (consul en 78)
Lucius Ceionius Commodus est un sénateur romain du Ier siècle, consul en 78 à la fin du règne de Vespasien. Il est le grand-père paternel de Lucius Aelius, un temps successeur d'Hadrien, et l'arrière-grand-père de Lucius Aurelius Verus, co-empereur de Marc Aurèle.

## Biographie

### Famille
Il est originaire d'Étrurie.

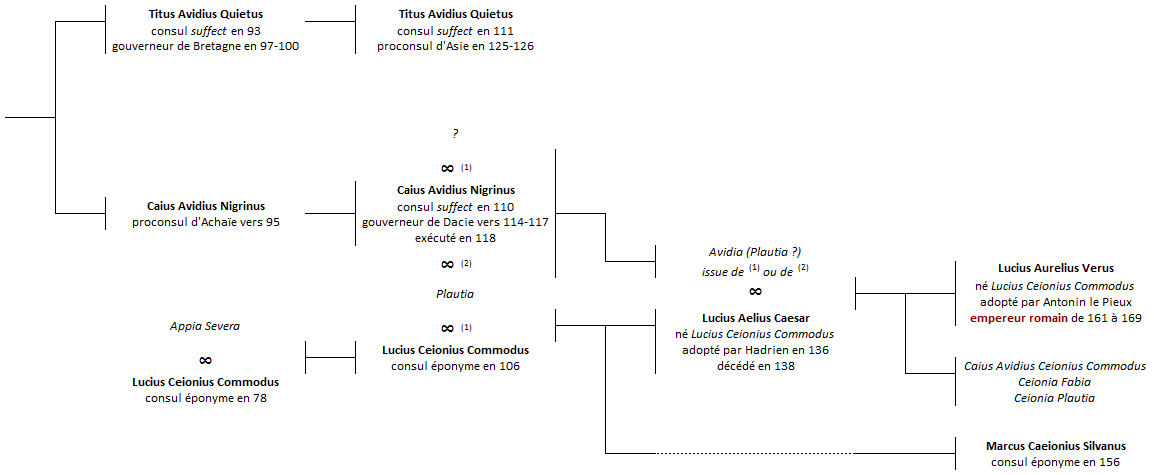
Les Avidii et les Ceionii de l'époque des Flaviens et des Antonins. Arbre non exhaustif.

Il épouse une certaine Appia Severa, fille du sénateur Sextus Appius Severus.
Son fils est Lucius Ceionius Commodus, consul éponyme en 106 sous Trajan.
Il a un petit-fils, appelé aussi Lucius Ceionius Commodus, né en 101 et connu sous le nom de Lucius Aelius. Il est adopté par Hadrien en 136, mais il décède quelques mois avant de pouvoir lui succéder en 138.
Son arrière-petit-fils, né aussi Lucius Ceionius Commodus, connu sous le nom Lucius Aurelius Verus, est adopté par Antonin le Pieux et devient empereur conjointement avec Marc Aurèle, qui détient cependant le pouvoir réel.
Il a probablement un autre petit-fils, et via lui, un autre arrière-petit-fils, Marcus Ceionius Silvanus, consul éponyme en 156, sous Antonin le Pieux.

### Carrière
Il devient sénateur sous Néron.
En l'an 78, à la fin du règne de Vespasien, il est consul ordinaire éponyme avec Decimus Iunius Novius Priscus. Avec Marcus Cocceius Nerva dès 71 et Lucius Valerius Catullus Messallinus en 73, ils sont les deux seuls consuls ordinaires du règne de Vespasien autre que l'empereur et ses deux fis.
Il devient ensuite gouverneur (légat d'Auguste propréteur) de Syrie, où il succède probablement à Marcus Ulpius Traianus à la tête de la principale armée d'Orient. Il occupe ce poste d'importance de 78-79 jusqu'à 81-82.